# Nadine Klos
Nadine Klos ist eine deutsche Freestyle-Frisbee-Spielerin, die für den SSC Karlsruhe antritt.

## Werdegang
Ihren ersten internationalen Titel holte sich Nadine Klos 2010 gemeinsam mit Judith Haas bei den Europameisterschaften in Linköping.
Bei der EM 2011 holten sich die beiden die Silbermedaille.
Ihre größten Erfolge errang sie 2012 bei den Weltmeisterschaften in Riccione, als sie sowohl in der Kategorie Women mit Lisa Hunrichs als auch im Mixed mit Christian Lamred den dritten Platz belegte.
Bei der Freestyle-EM 2014 landete Nadine Klos zusammen mit Lina Dittrich in Rom auf dem zweiten Platz.